# 土方勝敬
土方 勝敬（ひじかた かつよし、生没年不詳）は、幕末の旗本で最後の浦賀奉行。通称は八十郎。官途は従五位下出雲守。
文久2年（1862年）10月火付盗賊改方頭となり、翌年8月までその任に就いた。小普請支配を経て、元治2年（1865年）3月浦賀奉行に就任した（石高1500石、役料1000石）。慶応3年（1867年）幕府に浦賀警備のための郷兵220人の取立許可を願い許可された。慶応4年（1868年）4月20日新政府により神奈川裁判所を設置された後、奉行所の明け渡しを命じられ、閏4月5日奉行所の機能を停止し、同月11日に新政府に引き渡した。